# Distretto di Rotorua
Il distretto di Rotorua è un'autorità territoriale della Nuova Zelanda che si trova entro i confini delle regioni di Waikato e della Baia dell'Abbondanza, nell'Isola del Nord. La sede del Consiglio distrettuale è situata nella città di Rotorua.
Rotorua è la maggiore città del distretto, con 53 000 abitanti dei quali oltre il 30% di etnia Maori.